# Ewa Smolińska
Ewa Smolińska (ur. 1949) – polska aktorka. W 1972 ukończyła studia na PWST w Krakowie.

## Filmografia
- 2018: W rytmie serca – kobieta uprawiająca nordic walking (odc. 36)
- 2017: Lekarze na start – Maria (odc. 40-41, 47)
- 2015: Na sygnale – sąsiadka Greberskiej (odc. 63)
- 2009, 2020: M jak miłość –
  - Olczakowa (odc. 709),
  - kobieta (odc. 1515)
- 2007: Plebania – nauczycielka (odc. 940)
- 2003, 2020: Na Wspólnej –
  - klientka,
  - babcia (odc. 2979-2980)
- 1978: Zaległy Ulop – projektantka
- 1978: Okruch lustra

## Dubbing
- 2009: Milly i Molly – ciocia Maude
- 2002: Zły pies
- 2001: Shrek – dawna właścicielka Osła
- 2000–2001: Baśnie Braci Grimm: Simsala –
  - macocha Jasia i Małgosi (odc. 3),
  - siostra zakrystiana (odc. 10),
  - barmanka (odc. 10),
  - Wiedźma Gorgona (odc. 18)
- 1999: Żywiołki
- 1997: Rover Dangerfield – Indyczka
- 1996–2000: Superman – Mala (odc. 14-15)
- 1995: Śpiąca królewna (druga wersja dubbingowa) – Niezabudka
- 1992–1995, 1998: Troskliwe misie – Wódz
- 1992: Dzielny mały Toster – Lampa
- 1991–1994: Gumisie –
  - Lady Plaga,
  - Wiedźma / księżna Melwa (odc. 23b)
- 1983: Arabela
- 1981: Królewicz i gwiazda wieczorna – Gwiazda Wieczorna[2]
- 1979-1982: Pszczółka Maja – Pusia